# 캄펠로술클리툰노
캄펠로술클리툰노(이탈리아어: Campello sul Clitunno)는 이탈리아 움브리아주 페루자도에 있는 코무네다. 페루자에서 남동쪽 45km 거리에 있다.
클림투누스 신전과 클리툰노 강이 있다. 또한 올리브 기름 생산 중심지로서도 알려져 있다. 거기에 전형적인 중부 이탈리아 음식인 이 지역의 진미로서 가재와 송어류도 유명하다.